# Pokrajina Rimini
Pokrajina Rimini (v italijanskem izvirniku Provincia di Rimini, izg. Provinča di Rìmini) je ena od devetih pokrajin, ki sestavljajo italijansko deželo Emilija - Romanja. Meji na severu s pokrajino Forlì-Cesena, na vzhodu z Jadranskim morjem, na jugu z deželo Marke in na zahodu s San Marinom.

## Večje občine
Glavno mesto je Rimini, ostale večje občine so (podatki 01.01.2008):
| Občina                   | Prebivalcev |
| ------------------------ | ----------- |
| Rimini                   | 138.869     |
| Riccione                 | 34.864      |
| Santarcangelo di Romagna | 20.466      |
| Bellaria-Igea Marina     | 17.956      |
| Cattolica                | 16.223      |

## Naravne zanimivosti
Pokrajina zavzema južni del Jadranske obale dežele Emilija - Romanja. Je krajni del nekdanjega ogromnega močvirja, ki se je raztezalo na zahodnih obalah zgornjega Jadranskega morja vse do Beneške lagune. Medtem ko je večino tega močvirja pripisati izlivu reke Pad, je pokrajino Rimini - predvsem samo mesto Rimini - obdobno poplavljala reka Marecchia. To je večji hudournik, ki je poleti večkrat popolnoma suh, a jeseni doseže do 1200 m³/sek. donosa. Šele v preteklih desetletjih je bil rečni izliv preusmerjen in zemljišče bonificirano. Reka se sedaj izliva v morje preko umetnega kanala, na katerem se je razvilo turistično pristanišče. Bivše porečje je bilo izsušeno in je danes mestni park.
Zaščiteno področje v pokrajini je Naravni rezervat Onferno (Riserva naturale orientata di Onferno)

## Zgodovinske zanimivosti
V pokrajini Rimini so bili od nekdaj prisotni Judje v velikem številu. Omenjajo se že leta 1015, ko jim je bilo dovoljeno pobiranje mitnine ob vstopu v pristanišče. V štirinajstem stoletju so imeli že dobro organizirano mrežo posojilnic v vsej deželi. Leta 1429 je umrl njihov pokrovitelj Carlo Malatesti in prebivalci mesta Rimini so napadli in oropali Judovske banke. Papež Evgen IV. je leta 1432 določil, da morajo Judje nositi "viden znak" svoje pripadnosti. Iz leta 1489 je zakon o obdavčenju Judov za obrambo mesta pred Turki. Leta 1515 je mestna uprava določila, da je razpoznavni znak judovstva rumeno pokrivalo za moške in rumena ruta za ženske. Leta 1548 je bilo Judom prepovedano bivanje izven določenega rajona, kar je bilo potrjeno čez sedem let s papeževo bulo, ki je uvedla pojem geta v vsej državi. Mesto Rimini je takoj zaprlo svoj geto z železnimi vrati in s prepovedjo bivanja za kristjane. Toda ljudska vstaja je že leta 1615 podrla vrata in s silo izgnala vse Jude. V mestnih kronikah se za celo stoletje več ne omenjajo.